# King Midas Sound
King Midas Sound – brytyjska grupa muzyczna założona w Londynie przez Kevina Martina, Rogera Robinsona oraz Kiki Hitomi. Wykonują oni eklektyczne połączenie takich gatunków muzycznych jak dub, dubstep, neo soul czy trip-hop. Swój materiał wydają pod szyldem wytwórni Hyperdub.

## Skład zespołu
W skład kolektywu wchodzą 3 osoby reprezentujące zarówno różne klimaty muzyczne, jak i pochodzące z różnych środowisk muzycznych. Są to:
Kevin Martin – pochodzący z Londynu muzyk, producent muzyczny oraz dziennikarz. Martin jest aktywny na scenie eksperymentalnej oraz elektronicznej od początku lat 90.  Jego najważniejszymi projektami są God, Techno Animal, The Bug, Ice, Curse Of The Golden Vampire. Współpracował z wieloma zespołami, muzykami, producentami i wokalistami, jak chociażby Justin Broadrick, Alec Empire, John Zorn, Blixa Bargeld, El-P, Dälek, DJ Vadim, Anti-Pop Consortium czy Flow Dan.
Roger Robinson – pochodzący z Trynidadu muzyk, wokalista, pisarz i poeta. Artysta został niejednokrotnie doceniony za swój dorobek pisarski oraz performerski, zaś magazyn Decibel uznał go za jednego z 50 najważniejszych czarnoskórych pisarzy, którzy mieli wpływ na brytyjską literaturę w ciągu ostatnich 50 lat.
Kiki Hitomi – urodzona w Osace, zaś mieszkająca w Londynie wokalistka i producentka muzyczna. Zaangażowana w takie projekty jak Dokkebi Q oraz Black Chow (gdzie również współpracuje z Kevinem Martinem).

## Historia zespołu
Kevin Martin pierwszy raz poznał się z Rogerem Robinsonem w roku 2001 przy pracy nad utworem „Dead Man’s Curse” w ramach projektu Techno Animal. To spotkanie zaowocowało kolejną współpracą przy albumie Kevina Martina (pod pseudonimem The Bug) pt. „Pressure” (2003). Na „Pressure” Robinson udziela się jako kompozytor, ale przede wszystkim jako wokalista w 4 utworach. Na kolejnym albumie The Bug pt. „London Zoo” (2008) artysta po raz kolejny udziela się wokalnie w jednym z utworów.
W roku 2008 Roger Robinson pokazuje Martinowi materiał, nad którym pracował. Martin natychmiast zaoferował artyście pomoc przy realizacji jego koncepcji. W ten sposób narodził się King Midas Sound. Pierwszymi owocami ich współpracy były single „Cool Out” (2008) oraz „Dub Heavy – Hearts & Ghosts” (2009). W tym samym roku do zespołu dołącza Japonka Kiki Hitomi. W tym składzie nagrany zostaje debiutancki album „Waiting For You…”, który swoją premierę miał 30 listopada 2009 roku.
Album jest promowany na licznych koncertach w 2010 roku. King Midas Sound zawitało również dwukrotnie do Polski: na festiwal Era Nowe Horyzonty we Wrocławiu oraz na festiwal Tauron Nowa Muzyka w Katowicach.
1 listopada 2011 roku ukazuje się drugi album grupy pt. „Without You”. Album zawiera utwory znane ze swojego poprzednika, jednak przerobione przez czołówkę elektronicznych producentów. Remiksów dokonali między innymi Flying Lotus, Mala, Kuedo, Kode9, D-bridge, Ras G oraz zespoły Gang Gang Dance i Hype Williams. Niektóre kompozycje zostały również okraszone udziałem nowych wokalistów, jak Joel Ford, The Spaceape, Cooly G czy Green Gartside.

## Dyskografia
Albumy studyjne
- Waiting For You... (2009)
- Without You (2011)

Single
- Cool Out (12", 2008)
- Dub Heavy - Hearts & Ghosts (12", 2009)
- Lost (7", 2010)
- Goodbye Girl (12", 2011)